# Agriopodes teratophora
Agriopodes teratophora är en fjärilsart som beskrevs av Herrich-Schäffer 1853. Agriopodes teratophora ingår i släktet Agriopodes och familjen nattflyn. Inga underarter finns listade i Catalogue of Life.